# Ankeveen

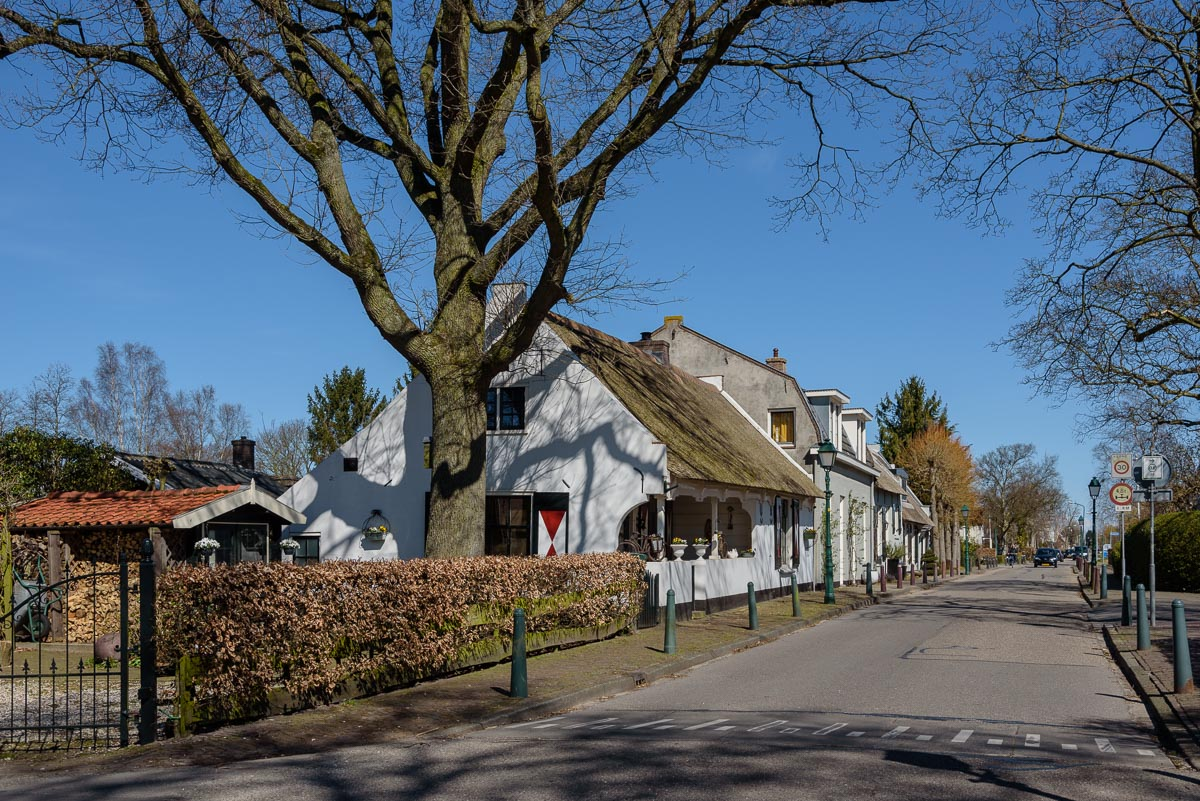
Una via di Ankeveen

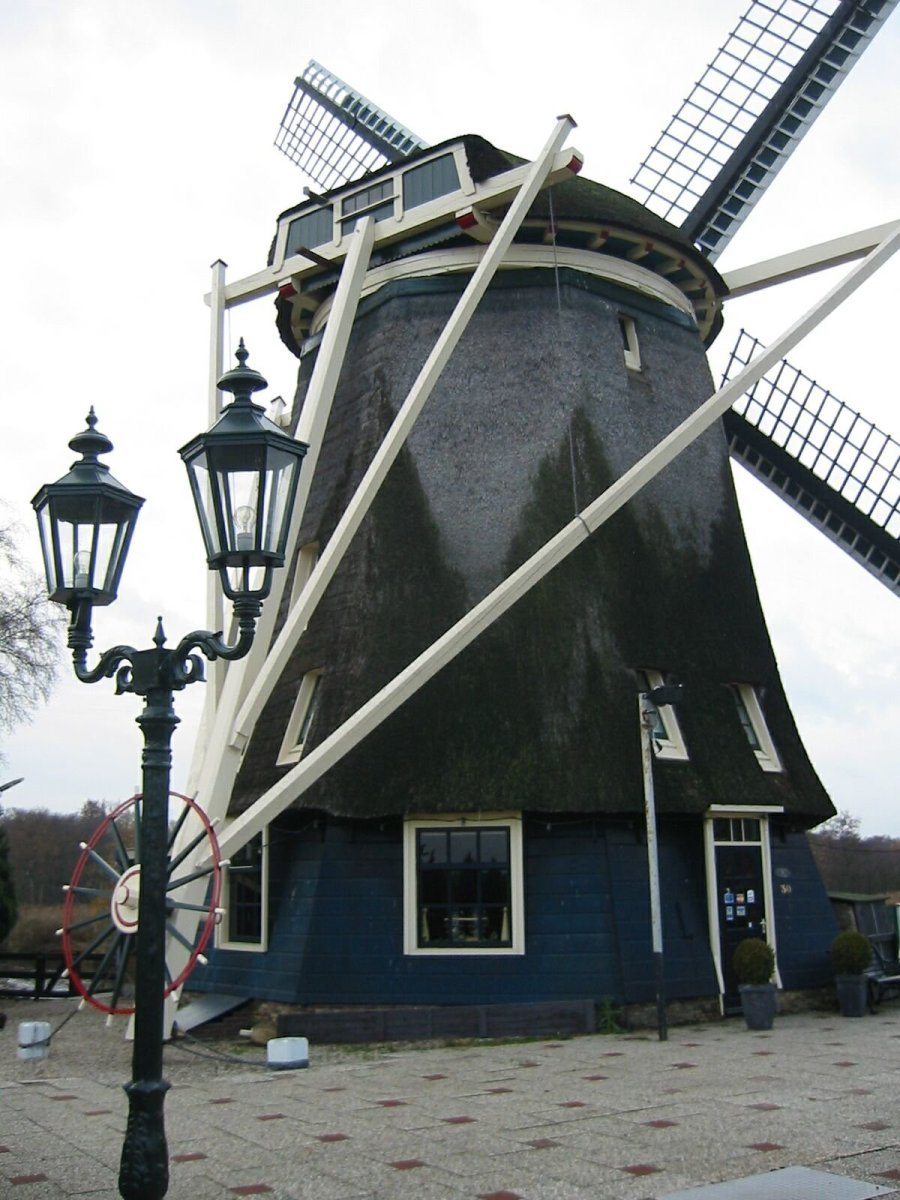
Ankeveen: il mulino Hollandia

Ankeveen è un villaggio (dorp) di circa 1.500 abitanti del nord-ovest dei Paesi Bassi, facente parte della provincia dell'Olanda Settentrionale e situato nell'area dei laghi di Ankeveen (Ankeveense Plassen), nella regione di Gooi e Vechtstreek, al confine con la provincia di Utrecht. Dal punto di vista amministrativo, si tratta di un ex-comune, dal 1966 accorpato alla municipalità di 's-Graveland, municipalità a sua volta inglobata nel 2002 nella municipalità di Wijdemeren.

## Geografia fisica
Ankeveen si trova a sud del Gooimeer e del Grote Meer, a nord di 's Graveland.

## Origini del nome
Il toponimo Ankeveen, attestato anticamente come Tankenveen (1290), tAnkeveen (1381), Tanckenveen (1394), significa letteralmente "torbiera (veen) di Anke".

## Storia

### Dalle origini ai giorni nostri
Nel 953, il territorio su cui sorse Ankeveen fu ceduto da re Ottone I di Sassonia al vescovo Balderico  dell'Arcidiocesi di Utrecht.
La località è però menzionata per la prima volta (come Tankeveen) solo nel 1290 in un documento del capitello di Santa Maria.
Nel 1722, Maria Elisabeth de Walé, signora di Ankeveen, donò denaro per costruire chiese e case per gli abitanti più poveri di Ankeveen, in modo tale da preservare il villaggio dal decadimento. Nel 1759, il villaggio contava già 96 abitazioni.
E proprio nel corso del XVIII secolo, Ankeveen conobbe così il suo periodo di sviluppo: all'epoca, principale attività di sostentamento per gli abitanti di Ankeveen era rappresentata dall'estrazione e dalla vendita di torba.

### Simboli
Nello stemma di Ankeveen è raffigurata una cicogna.
Questo stemma deriva da quello della famiglia De Wael, per molto tempo signori di Ankeveen.

## Monumenti e luoghi d'interesse
Ankeveen vanta 17 edifici classificati come rijksmonumenten e 11 edifici classificati come gemeentelijke monumenten.

### Architetture religiose

#### Chiesa di San Martino
Tra i principali edifici religiosi di Ankeveen, figura la Chiesa di San Martino, risalente al 1927 e progettata dall'architetto Th.J. van Elsberg.

#### Hervormde Kerk
Altro edificio religioso di Ankeveen è la Chiesa protestante (Hervormde Kerk), risalente al 1906.

### Architetture civili

#### Mulino Hollandia
Altro edificio d'interesse è rappresentato dal Mulino Hollandia, risalente al 1640.

## Società

### Evoluzione demografica
Al censimento del 2018, Ankeveen contava una popolazione pari a 1.520 abitanti, equamente suddivisa tra donne e uomini.
La popolazione al di sotto dei 15 anni era pari a 245 unità, mentre la popolazione dai 65 anni in su era pari a 315 unità.
La località ha conosciuto un incremento demografico rispetto al 2017, quando Ankeveen contava una popolazione pari a 1.490 abitanti (dato però in calo rispetto al 2016, quando la popolazione censita era pari a 1.500 unità).

## Cultura

### Eventi
- Carnevale[2]
- Lentemarkt ("mercato di primavera"; in un sabato di maggio)[2]
- Ankeveense Oldtimer Toertocht (in un sabato di maggio)[2]
- Kunstfestival Ankeveen Artistiquein (in un sabato di settembre)[2]